# Escape from the Planet of the Apes
Escape from the Planet of the Apes is een Amerikaanse sciencefictionfilm uit 1971 onder regie van Don Taylor. Het is het tweede vervolg op Planet of the Apes uit 1968, na Beneath the Planet of the Apes uit 1970. De hoofdrollen worden vertolkt door Roddy McDowall, Kim Hunter en Eric Braeden.

## Verhaal
Het blijkt dat drie apen, Cornelius, Zira en Dr. Milo, konden ontkomen aan de explosie van de kernbom aan het eind van de vorige film. Ze hebben de planeet op tijd verlaten in het ruimteschip van Taylor. Het schip belandt in dezelfde tijdverstoring die Taylor naar de toekomst had gebracht, en wordt teruggestuurd naar het jaar 1973. Hier storten ze neer in zee. 
Na te zijn gevonden, wordt het drietal naar de dierentuin van Los Angeles gebracht, waar ze worden geobserveerd door wetenschappers Stephanie Branton en Lewis Dixon. Dr. Milo wordt gedood door een gorilla, maar de andere twee krijgen een warm welkom wanneer hun intelligentie en vermogen om te spreken blijkt. Ze worden al snel beroemdheden en krijgen een hoop media-aandacht, totdat Dr. Otto Hasslein, de adviseur van de president, ontdekt dat de rollen van apen en mensen in de toekomst omgedraaid gaan worden en Zira zwanger is. Bovendien maakt Cornelius bekend dat de mensheid haar eigen ondergang teweeg had gebracht in de toekomst. Hasslein laat de apen op verschillende manieren ondervragen om meer informatie los te krijgen. Uiteindelijk heeft hij genoeg bewijzen verzameld dat de apen een gevaar zouden vormen, en uitgeroeid moeten worden.
Cornelius en Zira kunnen met behulp van Stephanie en Lewis ontsnappen en vinden onderdak in een circus, gerund door Armando. Hier bevalt Zira van een zoon, Milo. Hasslein komt de apen weer op het spoor en doodt hen alle drie, maar wordt zelf ook dodelijk verwond door Cornelius. Aan het eind van de film blijkt de baby bij Zira en Cornelius niet haar echte kind te zijn. Milo is nog in het circus en wordt nu verzorgd door Armando. Ze hadden de baby’s omgewisseld om Hasslein op een dwaalspoor te zetten.

## Rolverdeling
| Acteur            | Personage             |
| ----------------- | --------------------- |
| Roddy McDowall    | Cornelius             |
| Kim Hunter        | Zira                  |
| Bradford Dillman  | Dr. Lewis Dixon       |
| Ricardo Montalbán | Armando               |
| Natalie Trundy    | Dr. Stephanie Branton |
| Eric Braeden      | Dr. Otto Hasslein     |
| William Windom    | President             |
| Sal Mineo         | Dr. Milo              |

## Achtergrond
Acteur Roddy McDowall had het personage Cornelius zelf bedacht voor de vorige film, maar speelde hem toen niet. Acteur Sal Mineo nam de rol van Dr. Milo in de hoop dat zijn carrière zou profiteren van de film, gelijk aan  hoe McDowall van de vorige films geprofiteerd had. Charlton Heston, die in de eerste film de hoofdrol speelde en in de vorige film een bijrol, komt in deze film enkel voor in twee flashbacks.